# Ectropis vadoni
Ectropis vadoni là một loài bướm đêm trong họ Geometridae.